# الجيل إكس
الجيل إكس (بالإنجليزية: Generation X) الجيل إكس هو المجموعة الديموغرافية التي تلي جيل طفرة المواليد وتسبق جيل الألفية. يعتمد الباحثون ووسائل الإعلام الشعبية غالبًا فترة منتصف ستينيات القرن العشرين كبداية لفترة المواليد لهذا الجيل، وأواخر سبعينيات القرن العشرين كنهايتها، مع تعريف الجيل عمومًا بأنه يشمل الأشخاص الذين ولدوا بين عامي 1965 و1980. يوجد 65.2 مليون فرد من جيل إكس في الولايات المتحدة منذ عام 2019، وذلك وفقًا للتعريف وبيانات تعداد الولايات المتحدة. يُعَد معظم أفراد الجيل إكس أبناء الجيل الصامت وجيل طفرة المواليد، وغالبًا ما يكون أفراد الجيل إكس أيضًا آباءً لجيل الألفية والجيل زد.
أُطلِقَ على أفراد الجيل إكس أحيانًا اسم «جيل المفاتيح» عندما كانوا أطفالًا في سبعينيات وثمانينيات القرن العشرين، وهي فترة شهدت تغييرات كبيرة في القيم المجتمعية، وذلك في إشارة إلى عودتهم كأطفال من المدرسة إلى منزل فارغ واستخدامهم المفاتيح للدخول بمفردهم. كان هذا نتيجة لما يسمى الآن بأسلوب التربية المستقلة، وارتفاع معدلات الطلاق، وزيادة مشاركة الأمهات في سوق العمل قبل انتشار الخيارات الواسعة لرعاية الأطفال خارج المنزل.
أُطلِقَ على أفراد الجيل إكس اسم «جيل إم تي في» (في إشارة إلى قناة الفيديو الموسيقي) عندما كانوا مراهقين في ثمانينيات وتسعينيات القرن العشرين، وكانوا يوصفون أحيانًا بأنهم كسالى وساخرون وغير مبالين. تأثرت ثقافتهم بشدة بالعديد من الأنواع الموسيقية التي حملت هويات اجتماعية وقَبَلية قوية مثل الروك البديل، والهيب هوب، والبانك، والبوست بانك، والموسيقى الإلكترونية الراقصة والميتال الثقيل، بالإضافة إلى الأنماط الموسيقية التي طورها أبناء هذا الجيل بأنفسهم (مثل الغرنج والغريندكور وما يرتبط بهما من أنماط موسيقية أخرى).
كان للأفلام أيضًا تأثير ثقافي ملحوظ، فشهد هذا العصر ظهور سلاسل الأفلام الضخمة المستمرة إلى جانب ازدهار السينما المستقلة (التي أتاحها الفيديو جزئيًا). كانت ألعاب الفيديو، سواء في صالات الترفيه أو الأجهزة في المنازل الغربية، أيضًا جزءًا رئيسيًا من الترفيه الشبابي لأول مرة. شهد الجيل إكس الأيام الأخيرة للشيوعية في الاتحاد السوفييتي ودول الكتلة الشرقية في وسط وشرق أوروبا، وشهدوا الانتقال إلى الرأسمالية في هذه المناطق خلال شبابهم. أما في معظم دول العالم الغربي، فتميزت تلك الفترة بهيمنة المحافظَة الاقتصادية واقتصاد السوق الحر. تصف الأبحاث الجيل إكس بأنه نشط وسعيد ويحقق التوازن بين العمل والحياة في منتصف العمر خلال أوائل القرن الحادي والعشرين، ووُصِفَ على نطاق أوسع بأنه ريادي ومنتج في بيئة العمل.

## المصطلح وأصل الكلمة
استُخدِمَ مصطلح الجيل إكس في أوقات مختلفة لوصف الشباب المنعزل. استخدم المصور المجري روبرت كابا في أوائل خمسينيات القرن العشرين مصطلح الجيل إكس لأول مرة كعنوان لمقال مصور عن الشباب والفتيات الذين نشأوا بعد الحرب العالمية الثانية مباشرة. ظهر المصطلح لأول مرة في عدد ديسمبر 1952 من مجلة هوليداي للإعلان عن نشر مقال كابا المصور القادم. استخدم الموسيقي الإنجليزي بيلي أيدول المصطلح كاسم لفرقته الروك بانك منذ عام 1976 حتى عام 1981. نسب أيدول اسم فرقته إلى كتاب جين ديفيرسون وتشارلز هامبليت في عام 1964 بعنوان الجيل إكس، والذي يتحدث عن ثقافة الشباب الشعبية البريطانية، وهي نسخة كانت والدته تمتلكها. يبدو أن هذه الاستخدامات للمصطلح ليس لها أي صلة بمقال كابا المصور.

اكتسب المصطلح معناه الحديث بعد إصدار الكاتب الكندي دوغلاس كوبلاند روايته في عام 1991 بعنوان الجيل إكس: حكايات لثقافة متسارعة، ولكن التعريف المستخدم في الرواية يشير إلى مواليد أواخر خمسينيات وستينيات القرن العشرين، أي قبل حوالي عقد من التعريفات الحديثة التي جاءت لاحقًا. كتب كوبلاند في عام 1987 مقالًا في مجلة فانكوفر ماغازين بعنوان «الجيل إكس» والتي كانت «النواة التي تطورت لاحقًا إلى الرواية». أشار كوبلاند إلى فرقة بيلي أيدول جينيريشن إكس في مقال عام 1987 ومرة أخرى في عام 1989 في مجلة فيستا. كتب كوبلاند في اقتراح كتابه أن الجيل إكس «مأخوذ من اسم فرقة البانك بيلي أيدول التي توقفت عن العمل منذ فترة طويلة في أواخر سبعينيات القرن العشرين»، ولكنه نفى ارتباط المصطلح بالفرقة في عام 1995 قائلًا:
لم يُستوحى عنوان الكتاب من فرقة بيلي أيدول، كما افترض الكثيرون، بل من الفصل الأخير من كتاب اجتماعي مضحك عن البنية الطبقية الأمريكية بعنوان الطبقة، للكاتب باول فوسيل. في فصله الأخير، أطلق فوسيل اسم «إكس» على مجموعة من الأشخاص الذين أرادوا الانسحاب من دوامة المكانة الاجتماعية، والمال والتسلق الاجتماعي التي غالبًا ما تحدد ملامح الحياة العصرية.
لاحظ المؤلف ويليام ستراوس أنه في الوقت الذي نُشرت فيه رواية كوبلاند، كان الرمز «إكس» بارزًا في الثقافة الشعبية، إذ أُصدِرَ فيلم مالكوم إكس في عام 1992، مما ساهم في ترسيخ اسم «الجيل إكس». يشير «إكس» إلى متغير غير معروف أو إلى رغبة في عدم التعريف. لاحظ المؤلف المشارك لستراوس نيل هاو التأخير في تسمية هذه المجموعة الديموغرافية قائلًا: «بعد أكثر من 30 عامًا على ولادتهم، لم يكن لديهم اسم. أعتقد أن هذا أمر مهم». عُرِفَت المجموعة في السابق بعدة تسميات مثل جيل طفرة المواليد، وجيل الطفرة السكانية المنخفضة، التي تشير إلى انخفاض معدلات المواليد بعد طفرة المواليد في العالم الغربي، وخاصة في الولايات المتحدة، والجيل الضائع الجديد، وأطفال المفاتيح، وجيل إم تي في، والجيل الثالث عشر (الجيل الثالث عشر منذ استقلال أمريكا).

## المشاكل الصحية
أظهرت الأبحاث السابقة انخفاض احتمالية الإصابة بالنوبات القلبية بين الأمريكيين الذين تتراوح أعمارهم بين 35 و74 عامًا، ووجدت دراسة أجريت عام 2018 ونشرت في مجلة سيركوليشن التابعة لجمعية القلب الأميركية أن هذا لا ينطبق على النصف الأصغر من تلك المجموعة العمرية (لم يشهد الجيل إكس انخفاضًا في خطر الإصابة بالنوبات القلبية مقارنةً بالأجيال السابقة، عند التحكم في عامل العمر.). استندت الدراسة إلى بيانات 28,000 مريض نُقِلوا إلى المستشفيات بسبب النوبات القلبية بين عامي 1995 و2014، وأظهرت النتائج أن نسبة المرضى الذين تتراوح أعمارهم بين 35 و54 عامًا كانت في ازدياد. بلغت نسبة مرضى النوبات القلبية في هذه الفئة العمرية في نهاية الدراسة 32%، إذ أنها ارتفعت من 27% في بداية الدراسة.
كان هذا الارتفاع أكثر وضوحًا بين النساء، إذ ارتفعت النسبة من 21% إلى 31%. عانى العديد من أولئك الذين أصيبوا بنوبات قلبية من ارتفاع ضغط الدم والسكري وأمراض الكلى المزمنة. كانت هذه التغييرات أسرع لدى النساء منها لدى الرجال. يقترح الخبراء عددًا من الأسباب لذلك، فتُعتبر الحالات مثل مرض الشريان التاجي تقليديًا مشكلة خاصة بالرجال، مما يؤدي إلى تقليل تصنيف النساء ضمن الفئات عالية الخطورة. تكون نساء الجيل إكس في كثير من الأحيان المقدمات الرئيسيات للرعاية الأسرية وموظفات بدوام كامل، مما يقلل من الوقت المخصص للعناية الذاتية.

## الأبناء
يُعد الجيل إكس عادةً آباءً لجيل زد، وأحيانًا لجيل الألفية. لاحظ جيسون دورسي، الذي يعمل في مركز حركيات الأجيال، أن أفراد الجيل زد يشتركون مع آبائهم من الجيل إكس في عدة سمات، مثل الاستقلالية والتشاؤم الواقعي، وذلك بالإضافة إلى أن الجيل زد يحتاج إلى قدر أقل من التقدير الخارجي مقارنة بجيل الألفية، وعادةً ما يكتسبون الوعي المالي في سن مبكرة، نظرًا لأن العديد من آبائهم عانوا بشدة من تداعيات الركود الاقتصادي الكبير.